# Ахрем Олег Володимирович
Олег Володимирович Ахрем (біл. Алег Уладзіміравіч Ахрэм, нар. 12 березня 1983, Гродно) — волейбольний тренер, колишній білоруський волейболіст, який грав на позиції догравальника. Колишній гравець національної збірної Білоруси. Має громадянство Польщі.

## Життєпис
Народжений 12 березня 1983 року в м. Гродні (нині Білорусь).
Вихованець гродненського волейболу. У Білорусі грав у клубі «Комунальник» із рідного міста (2000—2005), потім у «Комунальнику» (Могильов, 2005—2007). Після цього захищав барви іноземних клубів: грецького «Іракліса» (Салоніки, 2007—2009, у сезоні 2008—2009 тренером був Флавіо Ґулінеллі), польські «Ресовію» (2009—2016, 2019—2020) та «Варту» (Заверці, 2018—2019), турецькі «Галкбанк» (2016—2017) і «Галатасарай» (2017—2018).
8 травня 2020 року ЗМІ повідомили, що Олег Ахрем став помічником нового головного тренера «Ресовії» італійця Альберто Джуліані.

### Досягнення
- чемпіон Білоруси 2002, 2003, 2005, 2006, 2007,
- чемпіон Греції 2008,
- чемпіон Польщі 2012, 2013, 2015[5]